# 作野誠一
作野 誠一（さくの せいいち、1967年 - ）は、日本のスポーツ経営学者。専門はスポーツ組織論・コミュニティスポーツ論。博士（学術）。
スポーツ組織論を専門分野としており、2016年現在では、スポーツ組織のマネジメント・総合型地域スポーツクラブに関する研究・地域におけるスポーツ環境の整備（学校との連携・融合、学校開放等）・運動部活動の経営（外部指導者等）・スポーツにおける人材マネジメント（ボランティアを含む）・スポーツ経営学の研究方法論・スポーツ環境の国際比較等を研究課題としている。

## 略歴
- 1967年　富山県生まれ。富山中部高等学校卒業
- 金沢大学教育学部卒業
- 金沢大学大学院教育学研究科修士課程修了
- 2000年　金沢大学大学院社会環境科学研究科博士課程修了、博士（学術）（金沢大学）
- 2001年　福岡県立福岡女子大学文学部講師
- 2003年　早稲田大学スポーツ科学部専任講師
- 2006年　早稲田大学スポーツ科学学術院助教授（のち准教授）
- 2011年　Griffith University (AUS) 客員研究員（～2012年）
- 2016年　早稲田大学スポーツ科学学術院教授

## 所属学会
- 日本体育・スポーツ・健康学会
- 日本体育･スポーツ経営学会
- 日本スポーツ産業学会
- 日本スポーツマネジメント学会
- 組織学会
- SMAANZ (Sport Management Association of Australia and New Zealand)

## 受賞歴
- 2001年　日本体育･スポーツ経営学会学会賞。

## 関連リンク
- 研究室のHP